# Мешгиншехр (мост)
Мешгиншехр (перс.  پل معلق مشگین‌شهر‎) — пешеходный висячий мост через долину реки Хейовчай на территории города Мешгиншехр, Иран. Самый длинный висячий мост на Ближнем востоке. Постройка этого моста осуществлялась местными специалистами и инженерами в течение 9 месяцев.
Мост является частью туристического комплекса Хаява, который в окончательном своем исполнении будет иметь площадь 130 га и бюджет в более чем 400 миллиардов риалов. Этот туристический комплекс включает в себя приемные залы, жилые апартаменты, площадки для полета на воздушном шаре и для занятия воздушными видами спорта, рестораны и ремесленные базары, парки аттракционов и другие возможности для отдыха.

## Конструкция
Мост имеет длину 365 м, ширину 2 м и находится на высоте 80 м над уровнем реки. В конструкции пролётного строения моста использованы высокопрочные полимерные композиционные материалы с высокой устойчивостью к влаге, пожару, ударам, давлению, ударам молний, также конструкция моста снабжена датчиками движения и амортизаторами резонансных колебаний. Уровень безопасности моста соответствует международным стандартам, и по праздникам по нему проходит около трех тысяч человек.